# Hauptstrasse 186
Die Hauptstrasse 186 ist eine interkantonale Verbindungsstrasse in den Kantonen Waadt und Freiburg und eine Hauptstrasse der Schweiz. Sie entspricht einem Abschnitt der alten Landstrasse zwischen Payerne und Yverdon-les-Bains.

## Verlauf
Die Strasse beginnt im freiburgischen Dorf Montet, das zur Gemeinde Les Montets gehört, als Abzweigung von der Hauptstrasse 150. Sie führt gegen Osten und überquert am Ortsrand den Fluss Petite Glâne und erreicht den Weiler Le Pot de Fer, wo früher eine Mühle betrieben wurde.
Bei der dortigen Kreuzung kommt von rechts die Nebenroute «Hauptstrasse 186.1». Sie beginnt in Vesin, wo sie ebenfalls von der Hauptstrasse 150 abzweigt, und führt mit der Bezeichnung Le Botsalet durch das Tal des Dorfbachs (Ruisseau du Moulin) gegen Norden nach Le Pot-de-Fer. Von dort verläuft die Hauptstrasse 186 in östlicher Richtung als Route d’Estavayer nach Cugy. Östlich von dieser Ortschaft heisst sie Route de Payerne und liegt an einer Stelle neben der Bahnlinie von Payerne nach Yverdon-les-Bains. Auf der Ostseite des Hügels La Rapa überquert die Hauptstrasse die Kantonsgrenze zwischen Freiburg und der Waadt. Auf dem Gebiet der Stadt Payerne erreicht sie, als Route d’Yverdon, am Rand der Broyeebene in einem Kreisel die in den 1990er Jahren als Autobahnzubringer zur A1 gebaute Westumfahrung von Payerne (Hauptstrasse 181), wo sie offiziell seit dem Bau dieser Schnellstrasse endet. Vom Kreisel führt die alte Route d’Yverdon weiter in das Stadtzentrum von Payerne.